# Jens Petersen (Fußballspieler)
Jens Petersen (* 22. Dezember 1941 in Esbjerg; † 8. März 2012 ebenda) war ein dänischer Fußballspieler.

## Karriere

### Verein
Jens Petersen wurde im Dezember 1941 in Esbjerg geboren, als Dänemark unter deutscher Besatzung im Zweiten Weltkrieg war. Er begann seine Fußballkarriere in den 1950er Jahren in seinem Geburtsort bei Esbjerg fB. Ab 1960 spielte er vier Jahre in der ersten Mannschaft des Vereins und gewann dreimal die dänische Meisterschaft und einmal den Pokal. Im Jahr 1964 wechselte Petersen nach Schottland zum FC Aberdeen. Dort konnte er 1970 den schottischen Pokal gewinnen. Bei den Dons stand er insgesamt sechs Jahre unter Vertrag. Danach wechselte er für eine Saison zum SK Rapid Wien. Beim KRC Mechelen in Belgien ließ er 1973 seine Karriere ausklingen.

### Nationalmannschaft
Jens Petersen spielte zwischen 1962 und 1964 insgesamt 21 Mal in der Dänischen Nationalmannschaft und erzielte dabei ein Tor. Zuvor war er in der U-21 aktiv.

## Erfolge
mit Esbjerg fB:
- Dänischer Pokalsieger: 1964
- Dänischer Meister: 1961, 1962, 1963

mit dem FC Aberdeen:
- Schottischer Pokalsieger: 1969/70